# Sammie Rhodes
Sammie Rhodes (New Haven, Connecticut, 1983. november 10. –) amerikai pornószínésznő.

## Élete és pályafutása
Laura Ann Fisher néven született New Havenben, Connecticut államban. Van egy bátyja és egy nővére. Három különböző főiskolára járt, egyiket sem fejezte be, mert nem tudott választani, hogy milyen szakirányt válasszon. Modellkedni kezdett és Bostonba, Massachusetts ment. Sammie Rhodesmt meggyőzte egy munkaadó, hogy kezdjen meztelenül modellkedni. Rhode Islandon kezdett el dolgozni a Girlfriend Video cégnek. Ezt követően Los Angelesbe, Kaliforniába ment 2006 májusában, hogy a felnőtt filmiparban folytassa a karrierjét, olyan cégekhez ment, mint a Vivid, New Sensations, Reality Kings, Red Light District, Diabolic, Evil Angel, Hustler és Adam & Eve.
CAVR-díjat nyert 2009-ben.

## Válogatott filmográfia
| - 2007 Fucking Girls 5 - 2007 Babysitters - 2007 Lesbian Triangles 4 - 2007 Monster Meat 3 - 2007 The Predator - 2007 Tribade Sorority 1 - 2007 Babes in Toyland - 2007 Video Nasty: Stoya - 2007 No Man's Land: Interracial Edition 10 | - 2007 No Man's Land: Girls in Love - 2007 Brand New Faces 5 - 2007 Stop Staring - 2007 Bree's College Daze - 2007 Bitchcraft 2 - 2007 10 Dirty Talkin' Masturbators 2 - 2007 E for Eva - 2007 Jana Cova: Video Nasty - 2007 Lucky Lesbians 2 |